# Eduard Hoffmann

Písmo Helvetica

Eduard Hoffmann byl švýcarský typograf.
Eduard Hoffmann byl roku 1950 ředitelem Haas'sche Schriftgiesserei (Haas Type Foundry, písmolijna) v Münchensteinu ve Švýcarsku.
Písmolijna Haas se v 50. letech rozhodla inovovat písmo Akzidenz Grotesk. Eduard Hoffmann v roce 1957 pověřil Maxe Miedingera, bývalého zaměstnance a nezávislého designéra, a společně vytvořili písmo Neue Haas Grotesk, které bylo později v roce 1960 přejmenováno na Helvetiku. Stala se nejpoužívanějším písmem 60. a 70. let. Své označení získala vzhledem k zemi, kde vznikla.
Stempel a Linotype začal mezinárodně prodávat písmo v roce 1961.

Varianty písma Helvetica